# Ráksi
Ráksi egy község Somogy vármegyében, a Kaposvári járásban.

## Fekvése
Igaltól délre, Szentgáloskér, Igal és Magyaratád közt fekszik; észak-déli irányban a Kaposvár-Szántód közti 6505-ös út halad rajta keresztül, nyugati irányban, Mernye felé a 6513-as út indul innen. Szántódtól, a Balaton partjától 40 kilométerre fekszik, míg Kaposvártól körülbelül 24 kilométerre. Budapesttől való távolsága légvonalban 140 kilométer, közúton 160 kilométer, ez autóval legalább 2–2,5 órás utazást jelent.
154-172 méter magasan fekszik, főutcája észak-déli irányban nyúlik el, míg mellékutcái erre merőlegesen húzódnak. Mezőgazdasági területek határolják, amiknek egy része gabona-, illetve cukorrépa-termelőterület, kisebb részben szőlő. A falu keleti részén található egy tó is, amit horgásztóként hasznosítottak. Nyugati határát labdarúgópálya zárja, egyben az aszfaltozott út is itt ér véget.

## Története
Ráksi Árpád-kori település. Nevét már 1272-ben említették az oklevelek villa Rakusi alakban írva, mint a nyúlszigeti apáczák birtokát. 1398-ban Rakossy, a 15. században Raxi alakban írták. 1429-ben már plebániája is említve volt. 1536-ban Dombai János, 1550-ben Dersfi Farkas volt a birtokosa. 1563-ban a török kincstári fejadólajstrom szerint 12, az 1573-ban és 1580-ban pedig 18 házból állt. Az 1660 évi dézsmaváltság-jegyzék szerint a veszprémi püspökség birtokában volt. Az 1715 évi összeírásban már csak puszta, ekkor a gróf Batthyány családé, de később már a veszprémi püspökség birtoka volt.  
A 20. század elején Somogy vármegye Igali járásához tartozott.
1910-ben 797 lakosából 722 magyar, 74 német volt. Ebből 674 római katolikus, 31 református, 81 evangélikus volt.

## Közélete

### Polgármesterei
- 1990–1994: Dr. Trombitás Tamás (független)[3]
- 1994–1998: Dr. Trombitás Tamás (független)[4]
- 1998–2000: Fonai Tibor (független)[5]
- 2001–2002: Garai István (független)[6][7]
- 2002–2006: Garai István (független)[8]
- 2006–2010: Fodor József (független)[9]
- 2010–2014: Fodor József (független)[10]
- 2014-2019: Fonai Tibor Ferenc (független)[11]
- 2019–2024: Gáspár Tamás (független)[12]
- 2024– : Garai István (független)[1]

A településen 2001. január 7-én időközi polgármester-választást tartottak, az előző polgármester (összeférhetetlenség okán benyújtott) lemondása miatt.

## Népesség
A település népességének változása:
| Lakosok száma | 443  | 426  | 419  | 408  | 414  | 405  | 415  |
|               | 2013 | 2014 | 2015 | 2021 | 2022 | 2023 | 2024 |

A 2011-es népszámlálás során a lakosok 84,3%-a magyarnak, 1,8% cigánynak, 1,1% németnek, 0,2% ukránnak mondta magát (15,7% nem nyilatkozott; a kettős identitások miatt a végösszeg nagyobb lehet 100%-nál). A vallási megoszlás a következő volt: római katolikus 55,7%, református 4,4%, evangélikus 4%, görögkatolikus 0,2%, felekezet nélküli 4,7% (28,2% nem nyilatkozott).
2022-ben a lakosság 92%-a vallotta magát magyarnak, 1,9% németnek, 0,7% cigánynak, 0,2% ukránnak, 1,7% egyéb, nem hazai nemzetiségűnek (7,5% nem nyilatkozott; a kettős identitások miatt a végösszeg nagyobb lehet 100%-nál). Vallásuk szerint 42,3% volt római katolikus, 6,3% református, 3,4% evangélikus, 0,2% görög katolikus, 0,2% izraelita, 1,4% egyéb keresztény, 2,4% egyéb katolikus, 12,8% felekezeten kívüli (30,9% nem válaszolt).

## Nevezetességei
- Római katolikus temploma 1872-ben épült.